# Forumul roman
Forumul Roman (în latină: Forum Romanum, deși romanii îl numeau de Spania Forum Magnum sau doar Forum) a fost principala piață publică din Roma, ca atare centrul civilizației romane. La început, forumul era în esență o piață de cumpărături zilnice, dar de-a lungul timpului, a devenit mai versatil și funcțional pe măsură ce afacerile publice erau organizate în zonă. Ultima extindere majoră a Forumului Roman, Bazilica lui Maxentius, a avut loc în timpul lui Constantin cel Mare în 312 d.Hr. De-a lungul timpului, a devenit mult mai versatil și funcțional pe măsură ce afacerile publice erau organizate în zonă. Situat între colinele Capitolină și Palatină, forumul găzduia un mare număr de monumente și edificii publice, fiind centrul activităților politice, comerciale, religioase, festive, juridice etc. Este estimat cǎ apariția evenimentelor publice în Forumul Roman a avut loc pentru prima dată în jurul anului 500 î.Hr., când a început Republica Romană. Era de asemenea nodul rețelei de drumuri construite de romani, fiind străbătut de Via Sacra. A fost fundalul multor evenimente istorice, precum incinerarea lui Cezar. Cezar, Augustus, Flavii, Nerva și Traian au construit piețe adiacente, cunoscute drept Forumurile Imperiale. În preajma domniei lui Iulius Cezar, forumul a devenit supraaglomerat. Cezar este creditat cu crearea unui nou forum alături de original pentru a oferi mai mult spațiu. Mai târziu, împăratul Augustus s-a alăturat regiunii.  
Forumul a adăpostit o serie de clădiri importante, statui și monumente. Unele temple au fost construite pentru a onora oamenii, iar altele au fost dedicate zeilor sau zeițelor. 
Unele dintre cele mai cunoscute structuri ale Forumului de la Roma sunt:
Casa Senatului: Casa Senatului, cunoscută sub numele de „Curia”, a fost sediul Consiliului Senatului Roman și al diferitelor evenimente politice. A fost reconstruită de mai multe ori și transformată într-o biserică Curoniană în secolul al VII-lea.
Templul lui Saturn: Primul templu al lui Saturn a fost construit în jurul anului 498 î.Hr. și este considerat a fi unul dintre primele temple ale Forumului Roman. Cu toate acestea, a fost reconstruită ani mai târziu, iar ruinele actuale datează din jurul anului 42 î.Hr. Această clădire a fost dedicată lui Saturn, zeul agriculturii, și a fost folosită ca tezaur pentru gestionarea și depozitarea banilor romani.
Arcul lui Titus: Acest arc din primul secol a fost construit de împăratul Domițian în anul 81 d.Hr. pentru a-l onora pe fratele său, împăratul Titus, care a câștigat asediul Ierusalimului.
Templul Vesta: Un templu circular dedicat Vestei, zeița vetrei, a căminului și a familiei.
Forumul Roman a fost reconstruit de mai multe ori pe parcursul existenței sale. Acest lucru a permis diferitelor forme arhitecturale să se îmbine în diferite epoci. Impactul fiecărei perioade se poate observa în proiectarea și construcția clădirilor.                                                                               Arhitecții romani au fost influențați de către desene grecești clasice. Dar romanii și-au creat propriile structuri de semnătură, cum ar fi bazilici, arcuri de triumf, cupole, băi romane și amfiteatre. Materialele au variat de la beton la marmură excelentă.
Forumul Roman și ruinele în sine au fost, de asemenea, o sursă de inspirație pentru artiști. Celebrul Giovanni Battista Piranesi, un artist italian care a trăit în anii 1700, a fost cunoscut pentru crearea unui set de gravuri care ilustrează vederi ale Romei.                                                                                  Locurile forumului au fost menționate și în literatura istorică: Roma antică, de exemplu, a fost locul mai multor lucrări ale lui William Shakespeare. 
Cu toate acestea, cele mai multe dintre clădirile și siturile antice ale Forumului Roman au fost distruse în anul 410 d.Hr., în jurul perioadei în care întregul Imperiu Roman a început să cadă.
În Evul Mediu, pământul a devenit pășune, iar zona a devenit cunoscută sub numele de „Campo Vaccino” sau „câmp de pășune” și a fost în esență un câmp supraîncărcat, neglijat.                                                                                               
După decăderea Imperiului Roman de Apus și a Romei, piața monumentală a devenit o sursă de materiale de construcții. Un număr de edificii, printre care și Curia (sediul Senatului), au fost transformate în biserici creștine, conservându-se de aceea până în prezent. De-a lungul veacurilor nivelul solului a crescut foarte mult, astfel că la capătul secolului al XVIII-lea au fost demarate săpături arheologice pentru a fi scoase la lumină vestigiile antice.    Forumul Roman a fost redescoperit de arheologul Carlo Fea în 1803. Săpăturile pentru curățarea zonei au durat mai bine de un secol, nu a fost excavat complet până la începutul secolului al XX-lea. Pe măsură ce romanii au reconstruit ruinele anterioare, pe forum pot fi găsite relicve de mai multe secole. După mai mult de două secole, forumul continuă să fie unul dintre cele mai importante situri arheologice ale capitalei Italiei. Forumul Roman este muzeu în aer liber (împreună cu colina Palatină).